# Stephanopis palliolata
Stephanopis palliolata là một loài nhện trong họ Thomisidae.
Loài này thuộc chi Stephanopis. Stephanopis palliolata được Eugène Simon miêu tả năm 1908.